# Дома 1084 км
Дома 1084 км — починок в Малопургинском районе Удмуртской республики.

## География
Находится в южной части Удмуртии на расстоянии приблизительно 5 км на юг-юго-запад по прямой от районного центра села Малая Пурга у железнодорожной линии Казань-Агрыз напротив деревни Баграш-Бигра.

## История
Известен с 1955 года как Казарма 1084 км.  До 2021 года входил в состав Баграш-Бигринского сельского поселения.

## Население
Постоянных жителей было: 31 в 2002 году (удмурты 94 %), 9 в 2012.